# Katō Yoshiaki
Katō Yoshiaki (加藤 嘉明?; 1563 – 7 ottobre 1631) è stato un militare giapponese, daimyō dell'inizio periodo Edo, appartenente al clan Katō.

## Biografia
Servitore di Toyotomi Hideyoshi, Yoshiaki si distinse per la prima volta durante la campagna di Shizugatake (1583) dalla quale viene ricordato come una delle "Sette lance" di quella battaglia. 
Divenne un comandante della marina per Hideyoshi e comandò le navi nelle campagne di Kyūshū e Odawara, dopo di che gli fu assegnato un feudo di 100.000 koku nella provincia di Ise, a Matsuzaki. 
Fu coinvolto nelle furiose battaglie navali combattute al largo della Corea del Sud durante la prima e seconda campagna Coreana molte delle quali finirono a favore della marina coreana. 
Dopo la morte di Hideyoshi (1598), Yoshiaki si unì a Tokugawa Ieyasu e combatté per lui durante la campagna di Sekigahara. Durante quella battaglia comandò 3.000 uomini nell'avanguardia Tokugawa e si scontrò con le forze di Shima Sakon. Come ricompensa il suo feudo fu aumentato a 200.000 koku.
Dopo la morte di Gamō Tadasato gli fu assegnato il dominio di Aizu, 400.000 koku.